# Loyola Marymount University
Die Loyola Marymount University (LMU) ist eine private Universität in Los Angeles im US-Bundesstaat Kalifornien. Sie wird von drei Ordensgemeinschaften getragen: den Jesuiten, den Religious of the Sacred Heart of Mary (RSHM) und den Sisters of St. Joseph of Orange (CSJ). Sie ist eine von 28 Mitgliedshochschulen der Association of Jesuit Colleges and Universities. Derzeit sind 9.484 Studenten eingeschrieben.

## Geschichte
Die Privatuniversität ist 1973 aus dem Zusammenschluss des Marymount College und der Loyola University entstanden. Der Ursprung der Loyola University geht auf das St. Vincent’s College zurück, welches die Vinzentiner 1865 gegründet und die Jesuiten 1911 übernommen hatten. Das Marymount College wurde von den Religious of the Sacred Heart of Mary 1933 als Marymount Junior College (nur für Frauen) gegründet. Seit 1968 waren die Sisters of St. Joseph of Orange Mitträgerinnen des College.

## Studienangebot
Das Studienangebot umfasst vor allem:
- Film und Fernsehen
- Geisteswissenschaften (Bellarmine College of Liberal Arts)
- Kommunikationswissenschaften und Schöne Künste
- Naturwissenschaften und Ingenieurwesen (Frank R. Seaver College of Science and Engineering)
- Pädagogik
- Rechtswissenschaften (Loyola Law School)
- Wirtschaftswissenschaften

## Sport
Die Sportteams werden die Lions genannt. Die Hochschule ist Mitglied in der West Coast Conference.

## Persönlichkeiten
- Rick Adelman – Basketballspieler und -trainer
- Mercy Akide – Fußballspielerin
- Bob Beemer – Filmtonmeister
- Barbara Broccoli – Produzentin von James-Bond-Filmen
- Linda Cardellini – Schauspielerin
- Johnnie Cochran – Anwalt von O. J. Simpson
- Bob Denver – Schauspieler
- Brian Helgeland – Filmregisseur
- Pete Newell – Basketballtrainer
- Phil Woolpert – Basketballtrainer
- Holly Madison – Fotomodel
- Daniel Lonero – Kampfkunst
- Rachel Riddell – Olympiateilnehmerin und Vize-Weltmeisterin im Wasserball
- Alicia Silverstone – Schauspielerin